# Ostatge: Dallas
Ostatge: Dallas (títol original: Getting Even) és una pel·lícula d'aventures de 1986 dirigida per Dwight H. Little i protagonitzada per Edward Albert, Joe Don Baker, Audrey Landers, Billy Streater i Dwight H. Little. Ha estat doblada al català.

## Argument
Un soldat de fortuna roba a l'Afganistan una mostra de gas que s'utilitza per atacar a l'enemic i el porta als Estats Units perquè sigui analitzat. Al seu país un ranxer mil·lionari intentarà fer-se amb ell.

## Repartiment
- Edward Albert
- Joe Don Baker
- Audrey Landers
- Billy Streater
- Blue Deckert
- Tom Gart
- Harlan Jordan
- Angelo Lamonea
- Michael Mchugh
- Rod Pilloud
- Dan Shackleford
- Charles A. Tamburro
- Caroline Williams